# 越堅
越堅（1419年—？），字志剛，四川重慶府合州人，民籍，治《禮記》，七月二十三日生，行二，明朝政治人物。

## 生平
由國子生中式四川鄉試第二十八名舉人，年三十歲中式正統十三年（1448年）戊辰科會試第八十五名，第三甲第六十九名進士。未授官职而殁。

## 家族
曾祖越興；祖越道明；父越源，字仲清；母蘇氏；繼母劉氏；繼母曾氏。重慶下，妻祝氏。兄高，弟孝；友；睦；婣；任；恤。
弟越孝（1431年-1499年），字至大，成化癸卯举人，官永寿县知县。